# Union internationale artistique de Vaucouleurs
L'Institut catholique de Vaucouleurs est une ancienne manufacture d'art religieux chrétien, créé en 1865 par Martin Pierson. Elle produit des œuvres principalement destinées à la décoration des églises, chapelles ou oratoires : statues et groupes en divers matériaux (plâtre durci, terre cuite, fonte de fer et bronze, marbre, bois, plastique, carton romain), des éléments d'ameublement (autels, chaires à prêcher, stalles, fonts baptismaux, bancs et fauteuils, troncs...) et des vitraux.
Les œuvres produites, potentiellement en grande série, se rattachent à la mouvance saint-sulpicienne (tout au moins au XIXe siècle)
Cette manufacture est installée avenue André-Maginot à Vaucouleurs, dans le département de la Meuse en France. En 1881, elle devient l'Union internationale artistique. Elle disparaît en 1967 après plusieurs renouvellements et adaptations de sa production pour satisfaire aux goûts nouveaux du XXe siècle.

## Historique
En 1860, Martin Pierson s'installe à Vaucouleurs et ouvre un atelier de statues et monuments funéraires en pierre,.

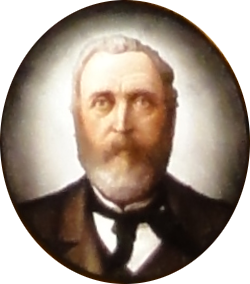
Martin Pierson, fondateur-directeur

En 1865, il crée l'Institut catholique de Vaucouleurs pour produire des statues religieuses en pierre, en plâtre, en terre cuite et en fonte de fer.
Après la guerre de 1870, Martin Pierson reprend son affaire avec le sculpteur Demoisson et le peintre Alphonse Bentz et des ouvriers de Metz ayant opté pour la France. Le succès est considérable.
La manufacture a recours à la Fonderie de Tusey pour la fabrication de statues en fonte, comme celle du chemin de croix en plein air, de la basilique Sainte-Anne-de-Beaupré.
En 1881, l'Institut catholique de Vaucouleurs devient l'Union internationale artistique.
En 1884, Martin Pierson ouvre une succursale à Paris et crée un atelier de sculpture sur bois pour le mobilier religieux. Un atelier de peinture sur verre est ouvert en 1887 et la fabrication de vitraux commence à la fin de 1887. En 1888, de nouveaux bâtiments sont construits pour des ateliers de menuiserie et de serrurerie.
Martin Pierson meurt en 1900, son fils Charles lui succède. L'entreprise est très éprouvée par la loi de séparation des Églises et de l'État de 1905. Elle se tourne alors vers les fontes d'art.
Après la guerre de 1914-1918, l'activité reprend avec la fabrication de monuments aux morts et la reconstruction d'un grand nombre d'églises.
Charles Pierson meurt en 1923, son fils Albert lui succède. Mais au milieu du XXe siècle, les commissions d'art sacré se constituent dans les diocèses, elles recommandent d'instaurer un art nouveau et les statues de Vaucouleurs sont remplacées.
La guerre de 1939-1945 vient aggraver les difficultés. Albert Pierson meurt en 1976.
Il revient aux arrière-petits-fils du fondateur, Michel et Bernard Pierson, de liquider l'œuvre de leur aïeul. La maison ferme ses portes en 1967.

## Quelques œuvres
Les œuvres de l’Union internationale artistique sont représentatives du goût esthétique et de la sensibilité religieuse des populations chrétiennes, notamment catholiques, de la seconde moitié du XIXe jusqu’au début du XXe siècle.
Elles s’inscrivent dans la mouvance qualifiée de « saint-sulpicienne ». Les œuvres de ce style expriment des sentiments de douceur, de paix et d’extase maîtrisée. Elles ont pour fonction d’inciter le fidèle au recueillement et à la prière. D’un point de vue social, elles participent à la recharge sacrale, notamment lorsqu’elles sont placées dans l’espace public. Leur langage plastique emprunte à différentes époques de l’art chrétien et donc à différents arts. Les décors (peintures ou encadrements) proposés aux clients permettaient d’inclure les œuvres dans des intérieurs de styles divers (gothique et néogothique, roman et néoroman, baroque, néobyzantin).

Les thèmes abordés sont liés aux dévotions en vogue à l’époque de leur création (culte des saints et de la Vierge Marie notamment dans ses apparitions reconnues, chemin de croix, rosaire…)

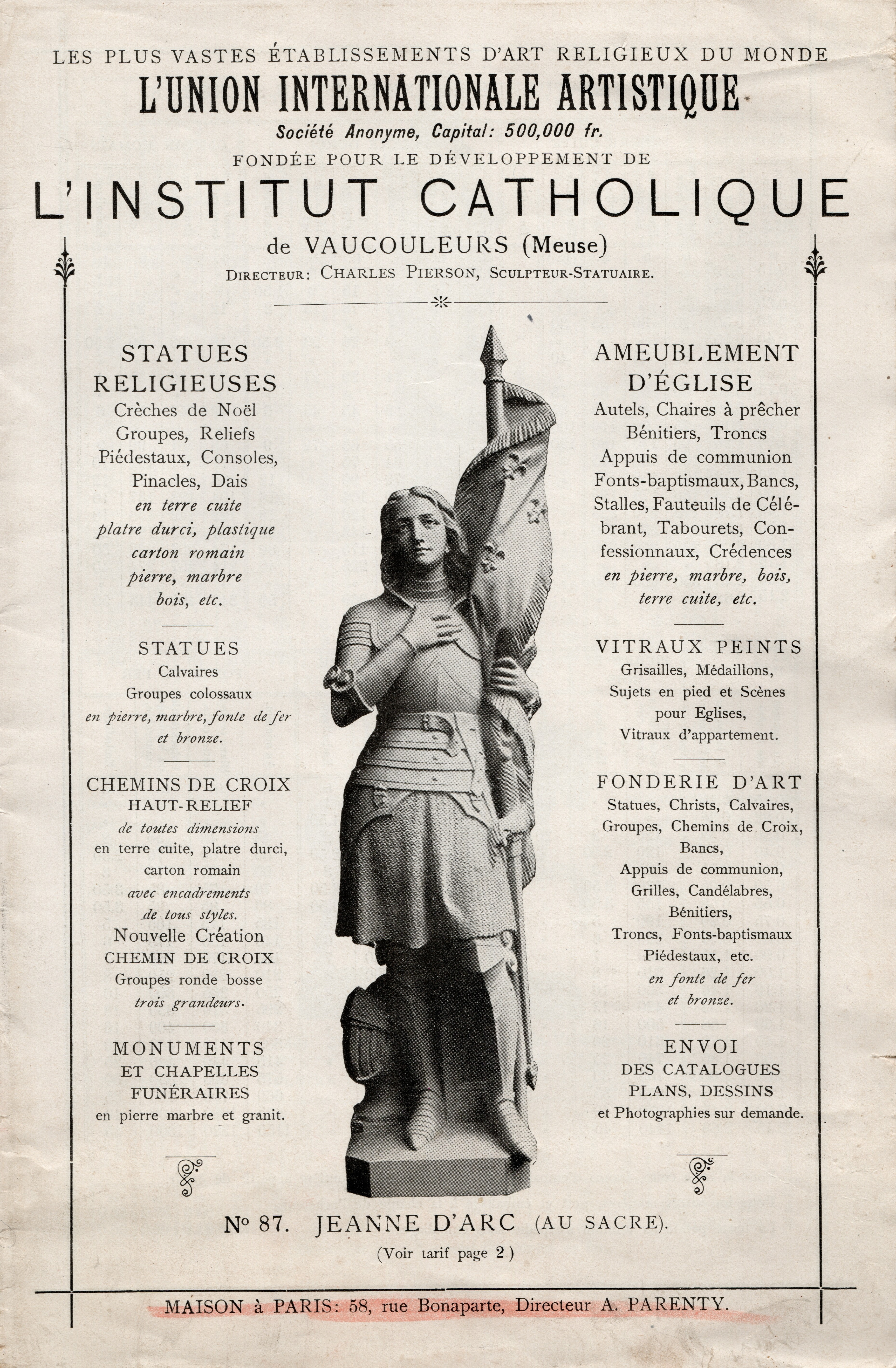
Jeanne d'Arc au sacre. Couverture d'un bulletin publicitaire (catalogue), octobre 1904.
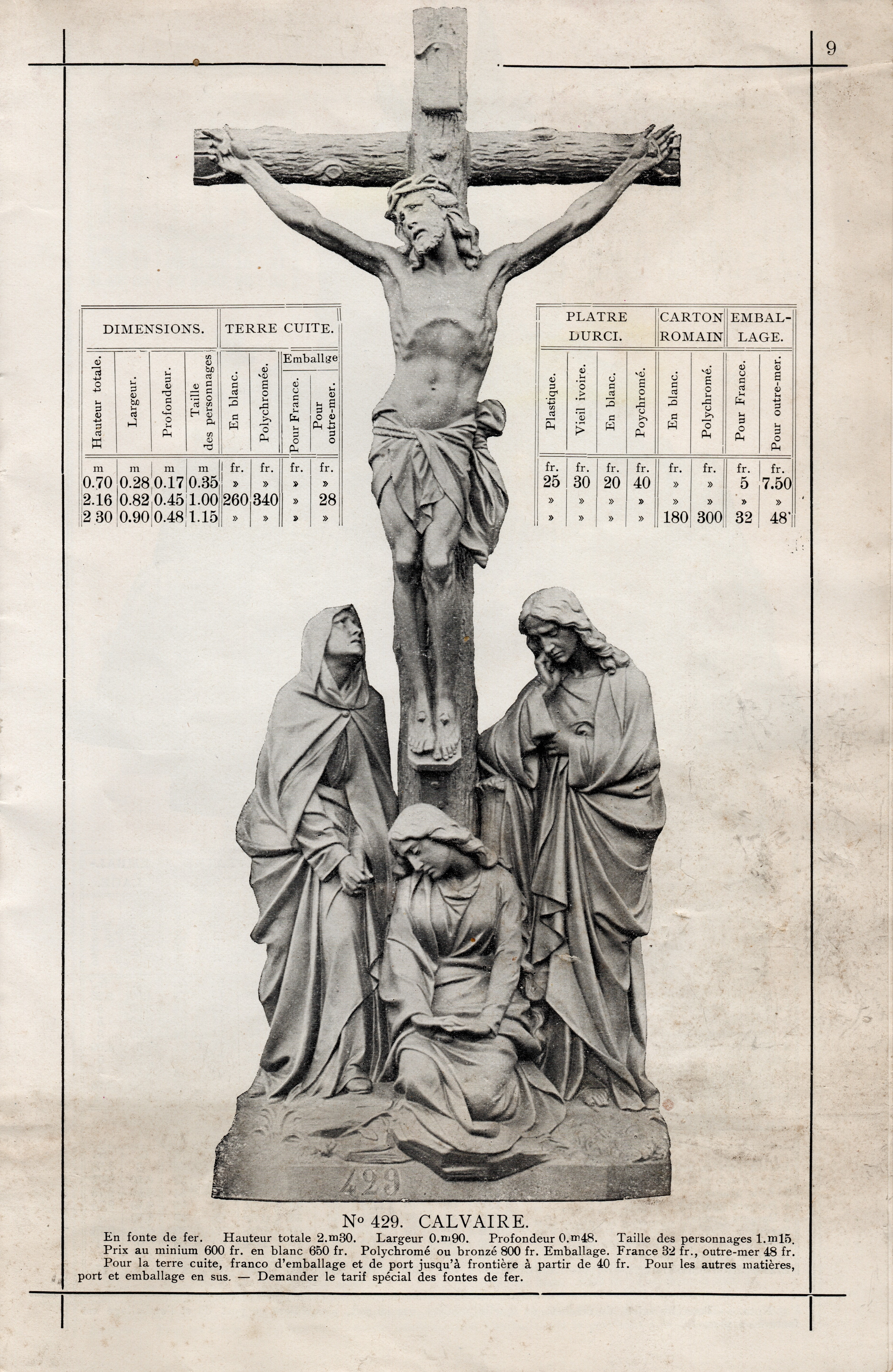
Calvaire. Bulletin (catalogue), octobre 1904.
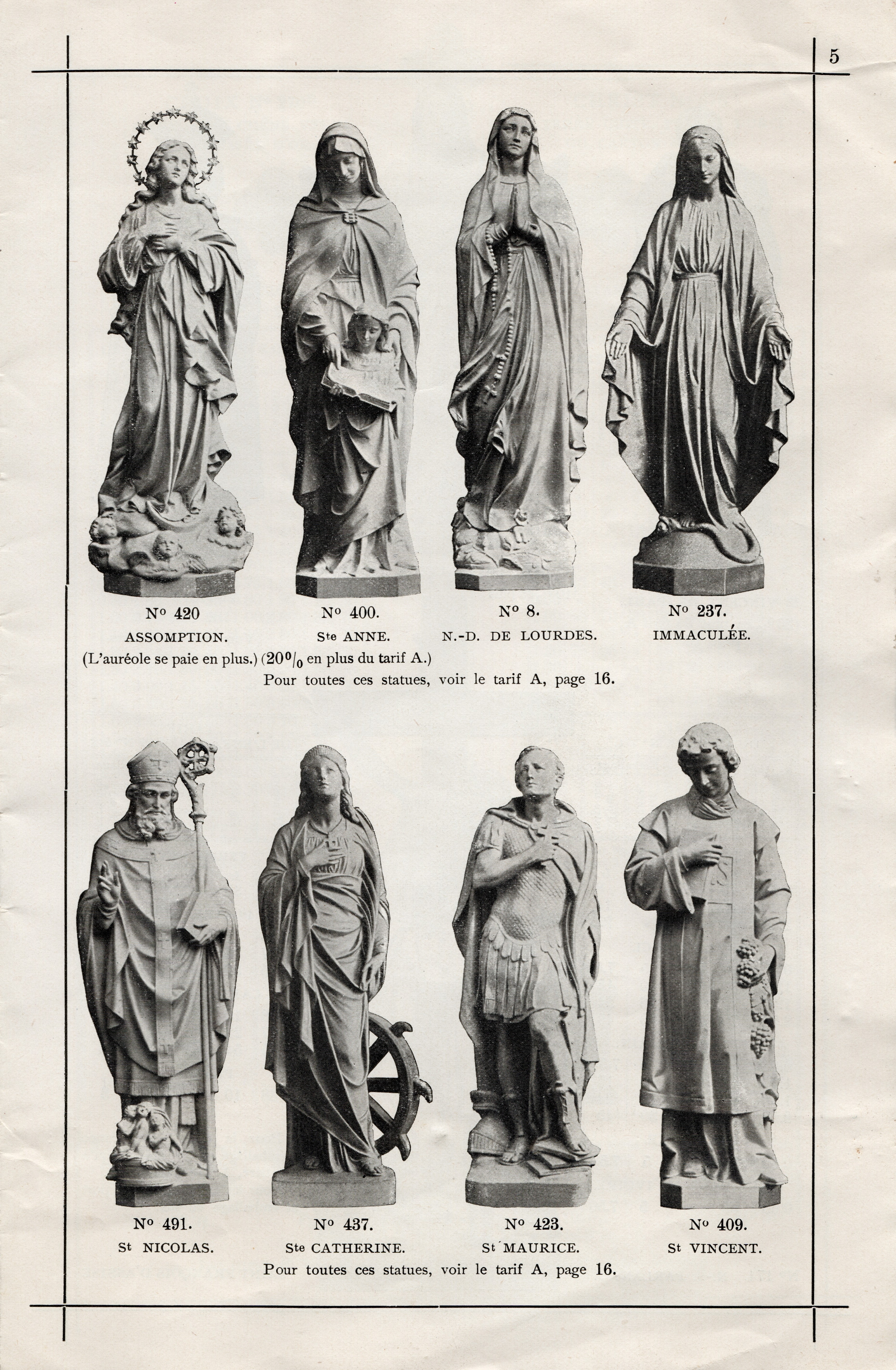
Statues diverses. Bulletin (catalogue), octobre 1904.
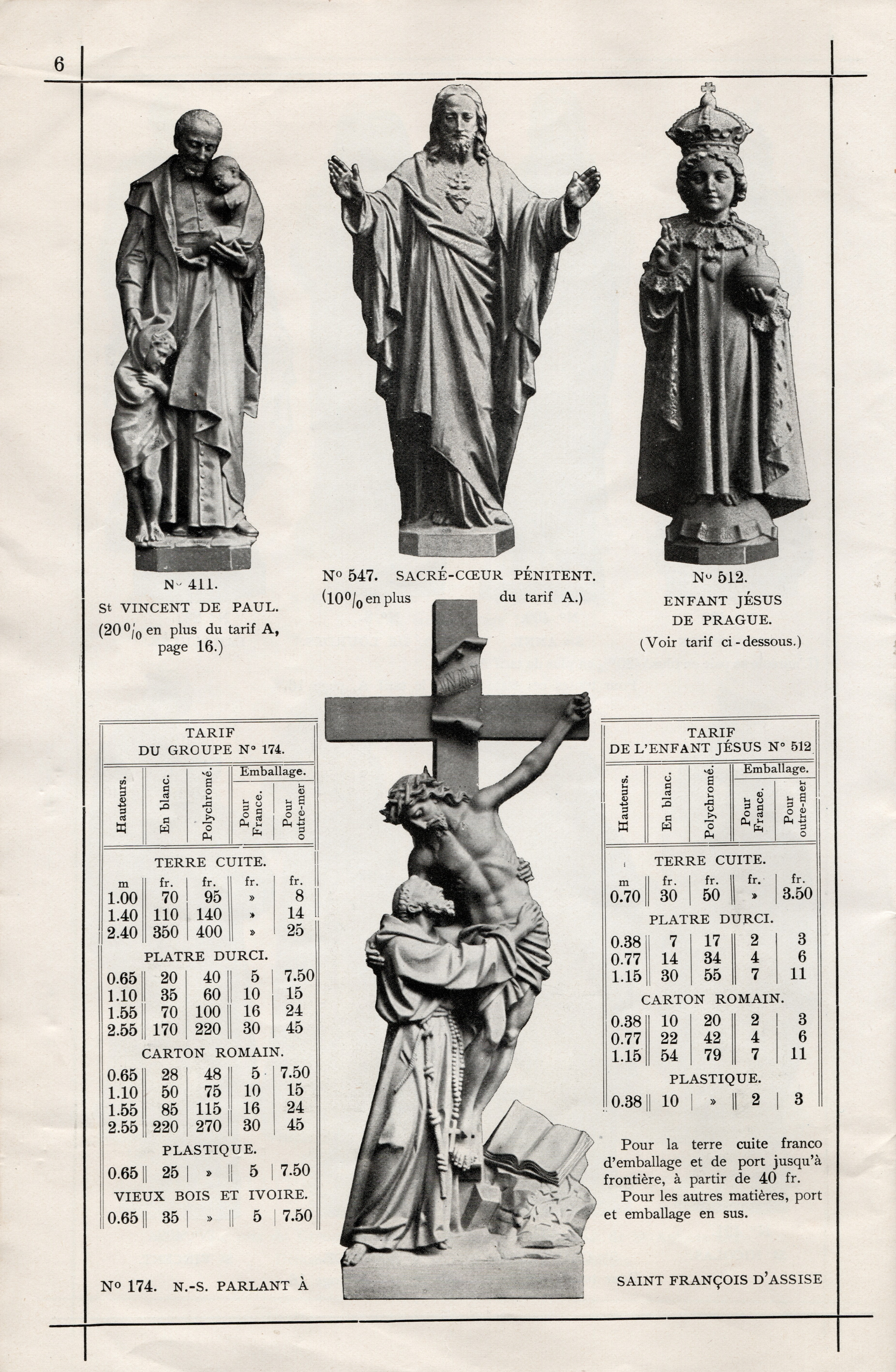
Statues diverses. Bulletin (catalogue), octobre 1904.

Les œuvres étant fabriquées en série par des manufactures, un spécimen peut se rencontrer en grand nombre sous diverses formes et matériaux.
Le grand succès de l’Union internationale artistique explique que certaines de ses œuvres se rencontrent aussi bien en France, qu'aux États-Unis, au Canada ou encore au Vietnam.

### Statues de la Sainte Famille
À Nancy, une statue de la Sainte Famille fabriquée en bronze par l'Union artistique de Vaucouleurs est située dans le parc Saint-Mansuy. Elle repose sur un socle en pierre. Une plaque de marbre rappelle le rôle protecteur de la Sainte Famille, gardienne de la cité, pendant la Première Guerre mondiale. Saint Joseph tient un bâton fleuri dans la main droite. L'enfant Jésus, bénissant, est debout entre ses parents. La Vierge et Joseph posent leur regard sur leur fils ; celui-ci lève le sien vers les cieux.

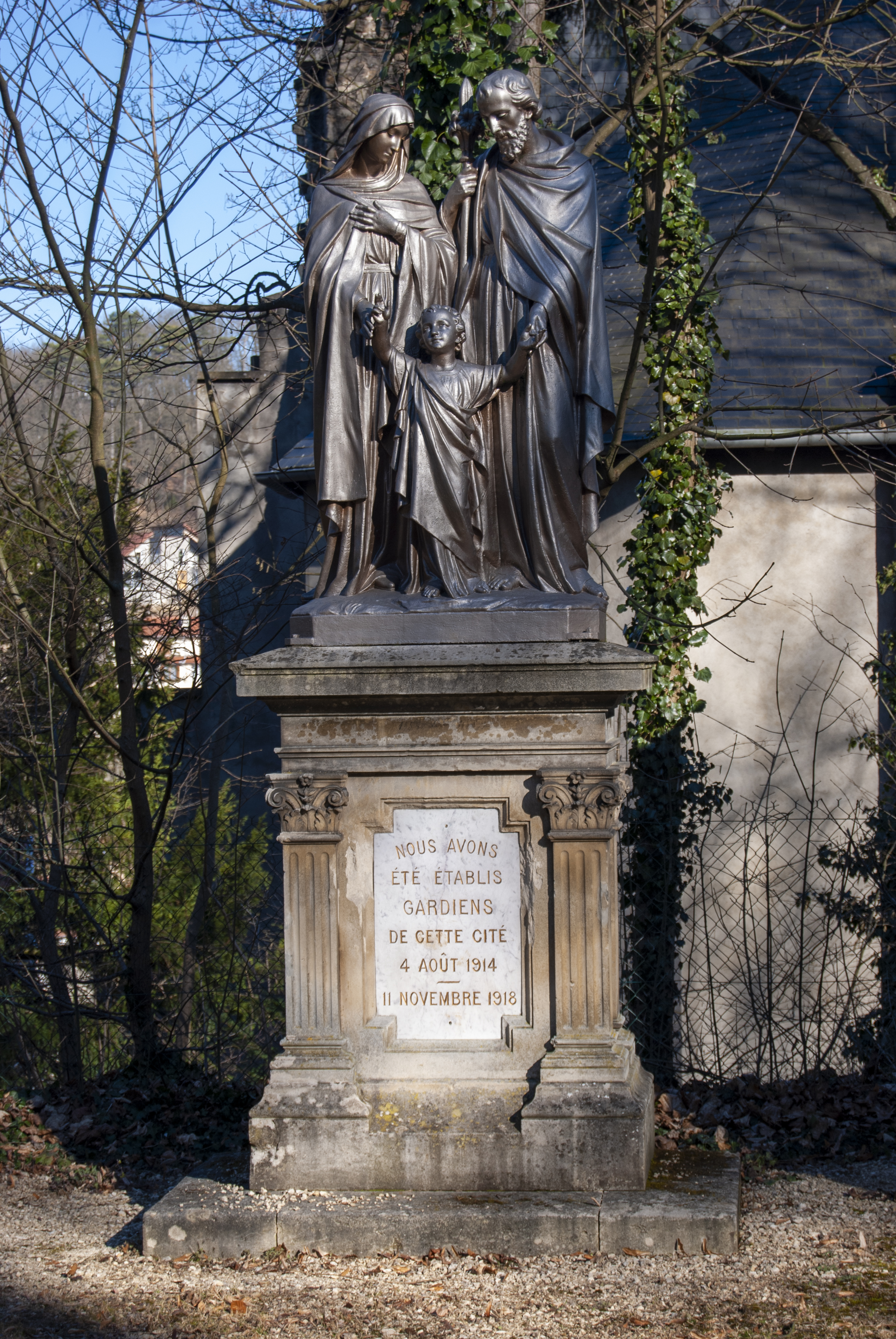
Statue dans le parc Saint-Mansuy à Nancy
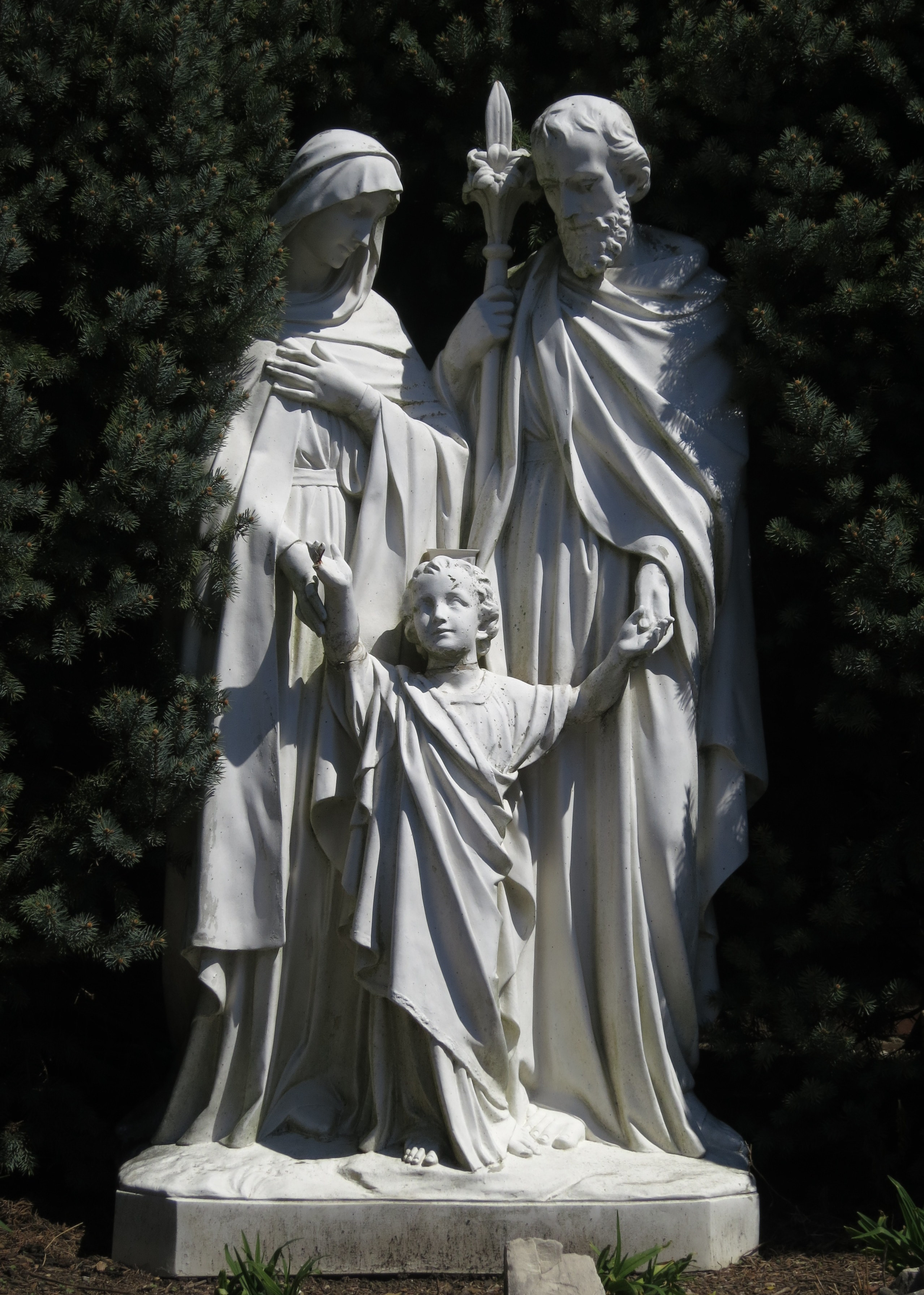
Statue à Columbus (Ohio)
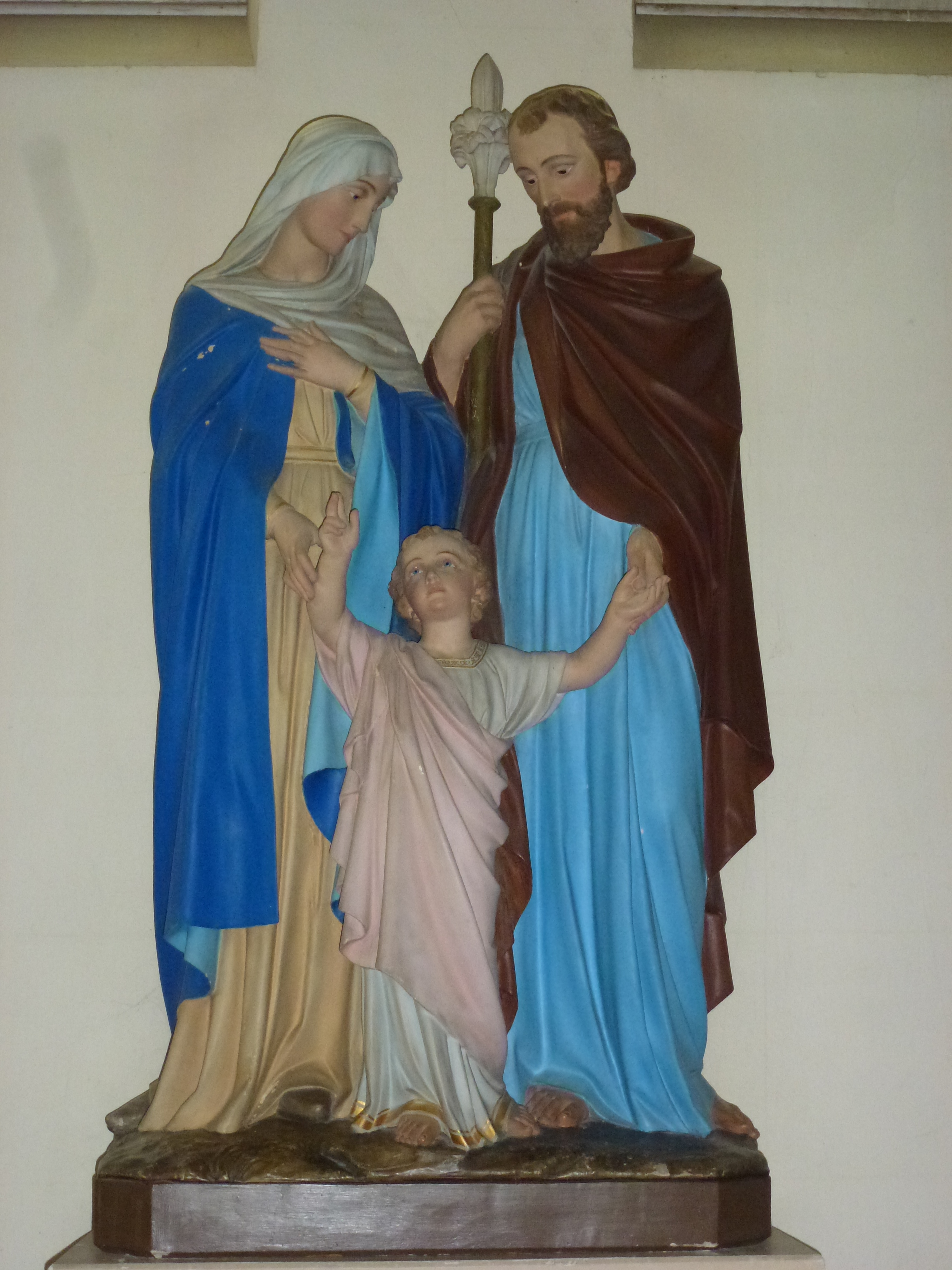
Statue en l'église Saint-André à Saint-Sylvestre-Cappel
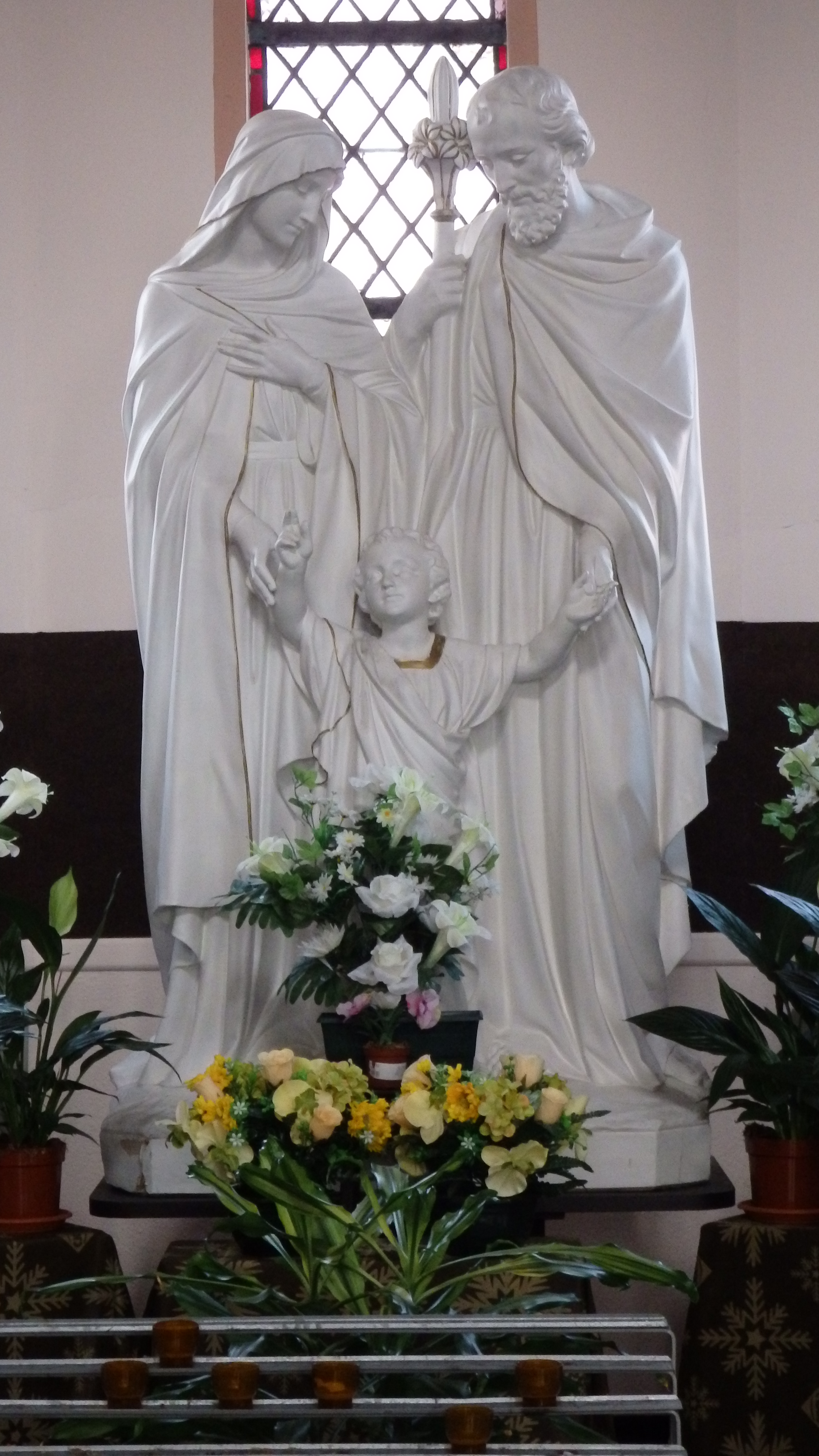
Statue dans l' Église de la Sainte-Famille de Mouscron
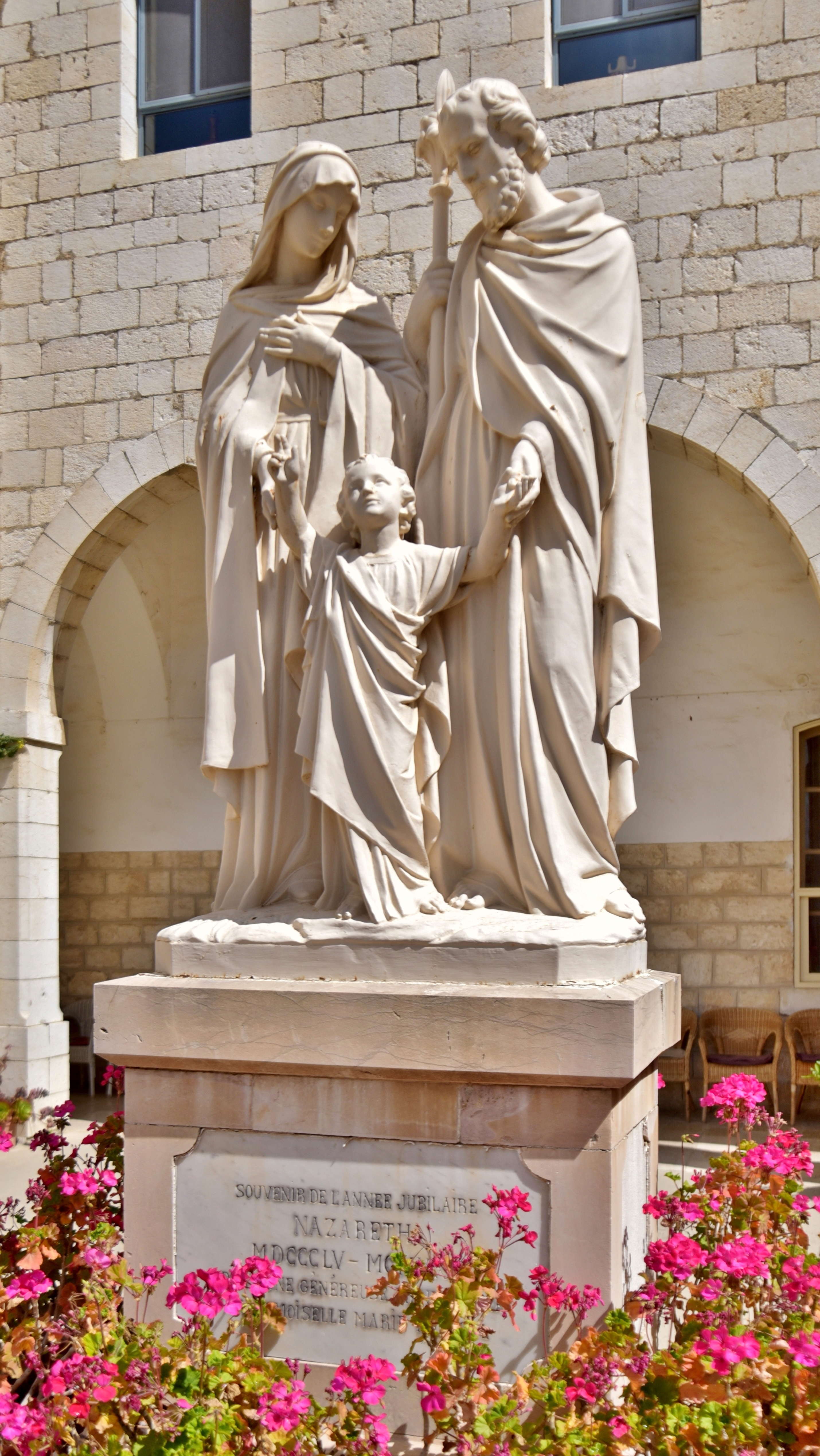
Statue dans le couvent des religieuses de Nazareth

### Statues de la Vierge Marie en fonte
De nombreuses statues en fonte représentant la Vierge Marie ont été fabriquées au début du XXe siècle et érigées sur des places publiques ou des collines. Une statue représentant Notre-Dame de Lourdes a été retrouvée dans le Mékong en 2008 et est placée sur un promontoire à côté du sanctuaire Marie-Reine-de-la-Paix.

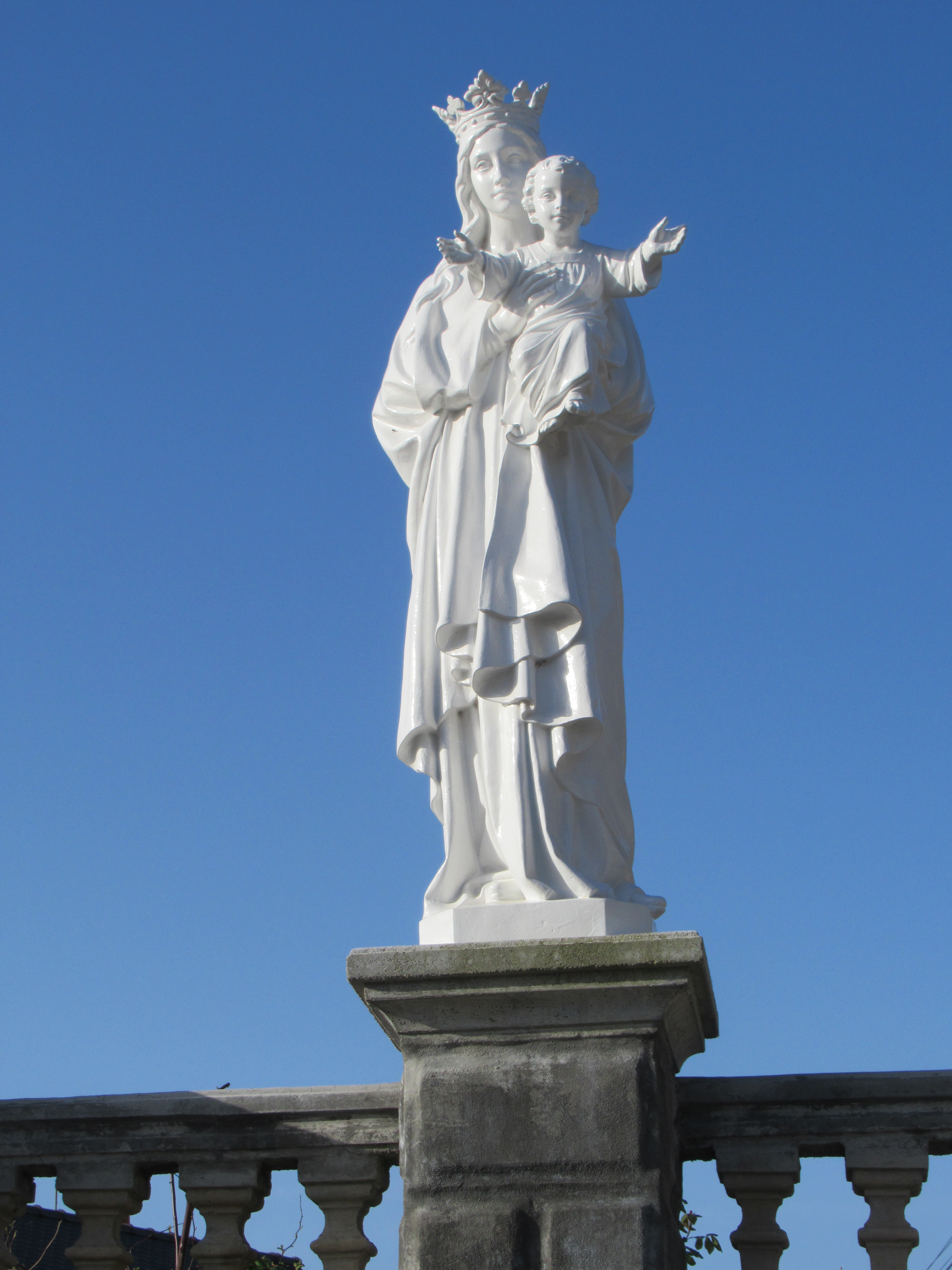
Vierge couronnée portant l'enfant Jésus à Penvénan.
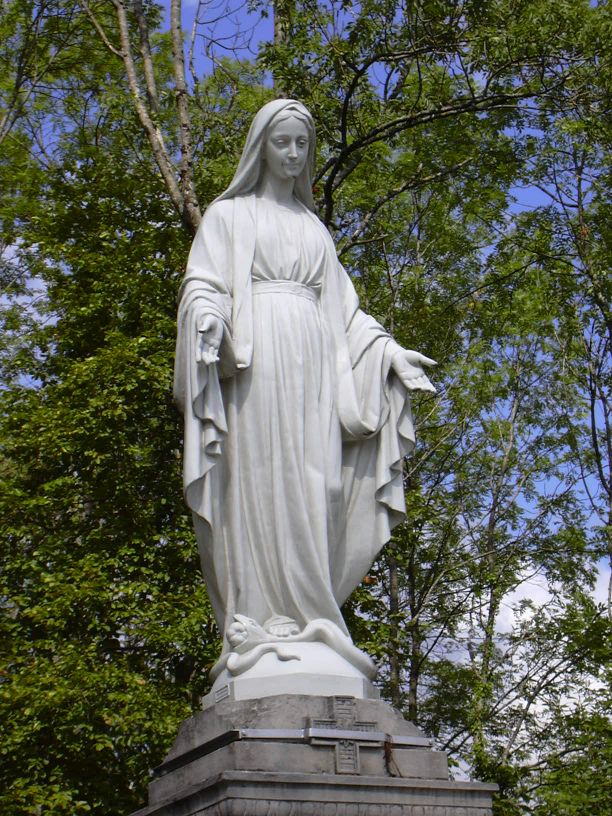
Notre-Dame des Otages à Colombey-les-Deux-Églises.
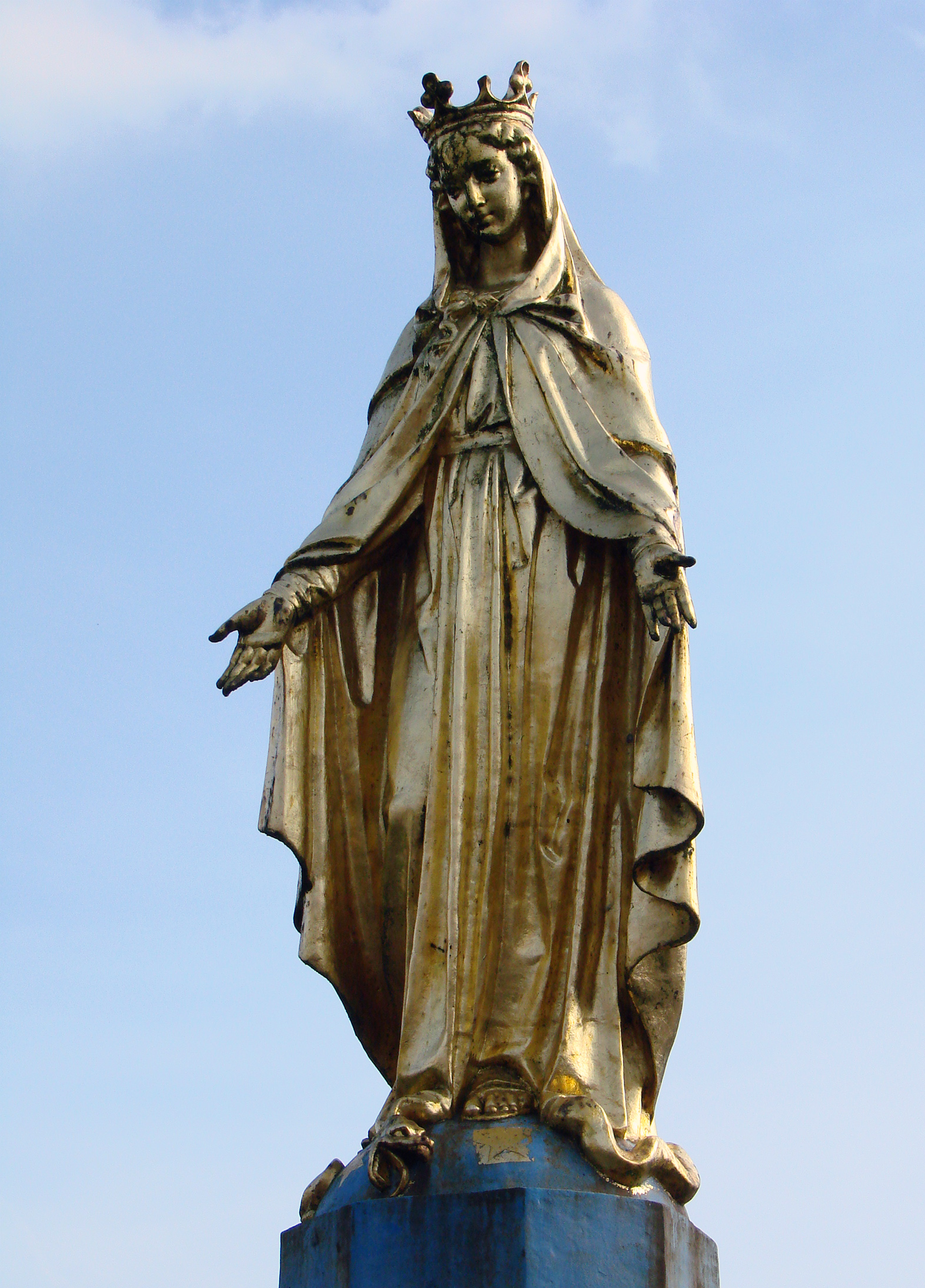
Vierge Immaculée à Combeaufontaine.
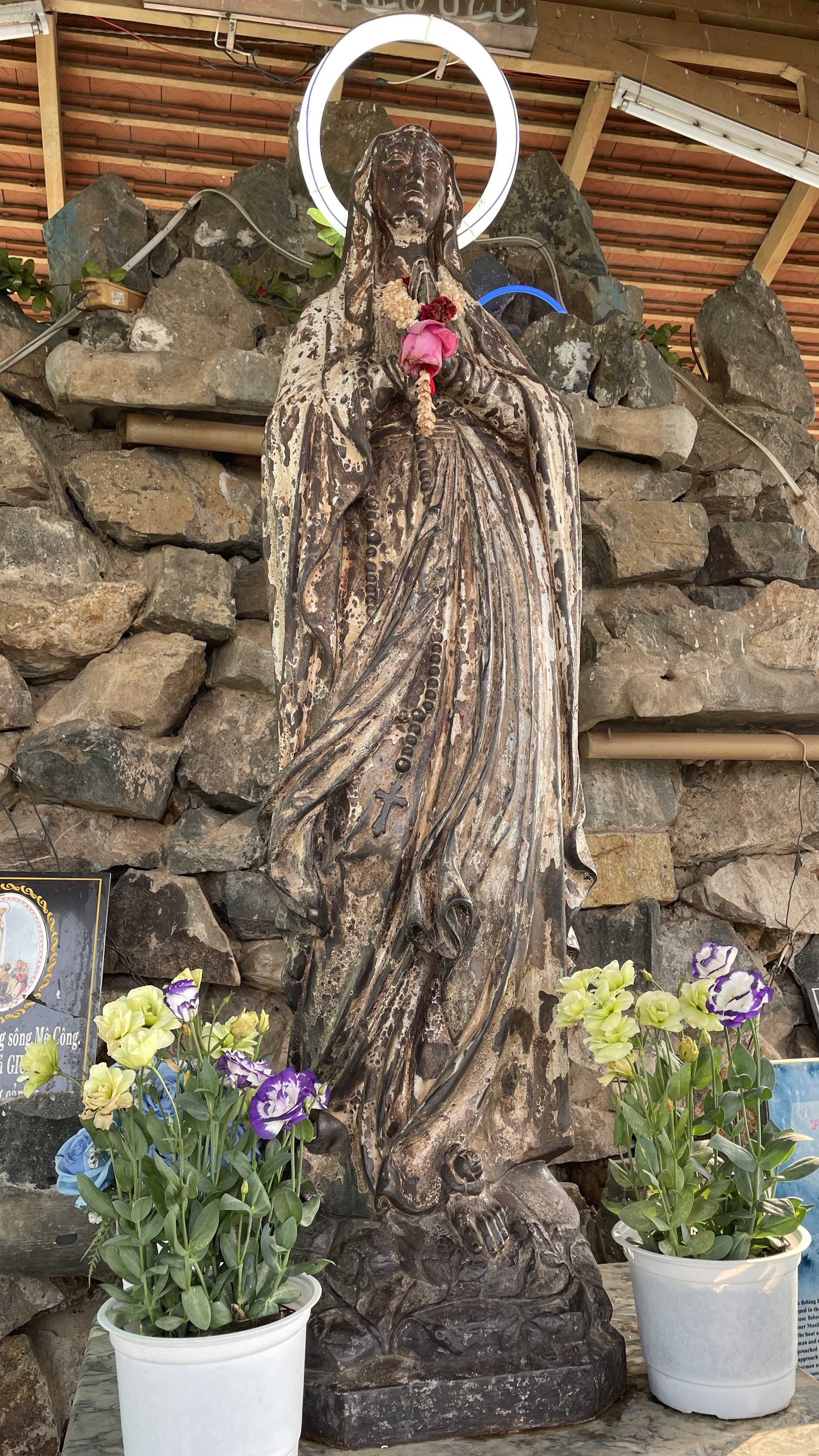
Notre-Dame de Lourdes au sanctuaire Marie-Reine-de-la-Paix.
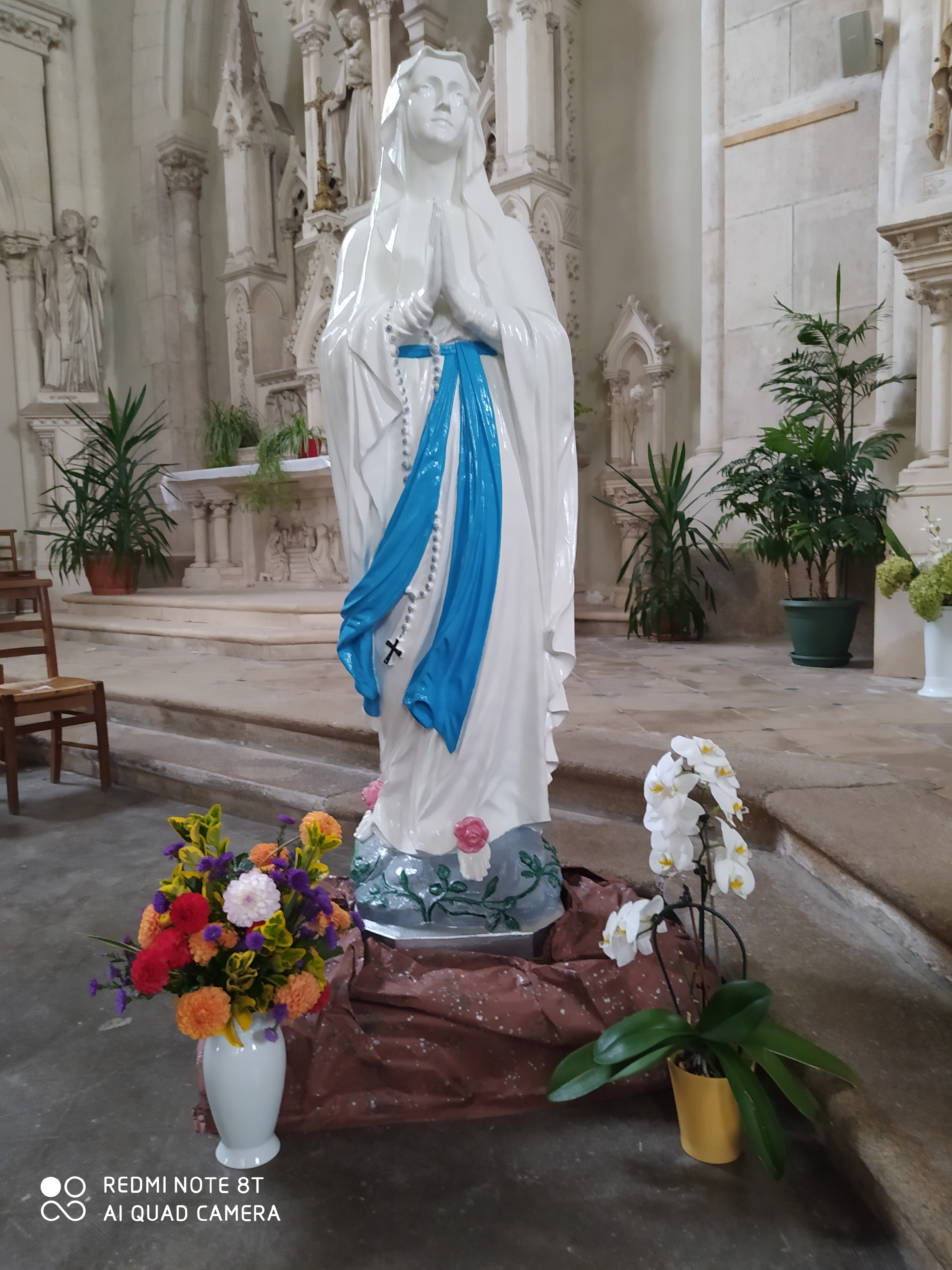
Notre-Dame de Lourdes Jallais.

### Crèche de Noël en carton romain
Une crèche de Noël de style sulpicien a été fournie en 1887 à la basilique Notre-Dame-des-Enfants. Fabriquée en carton romain, substance qui se compose de plâtre fin tamis, d’étoupes ayant subi une préparation, de dextrine et de produits chimiques. Il assure légèreté, solidité, est réfractaire à l’humidité à la différence du plâtre. Elle est composée de quatorze statues : Jésus, Marie, Joseph, l'âne, le bœuf, six bergers et trois rois mages. Disparue pendant trente ans, elle a été restituée le 24 décembre 2020. Elle est exposée dans la chapelle de la bienheureuse Jeanne-Marie de Maillé.

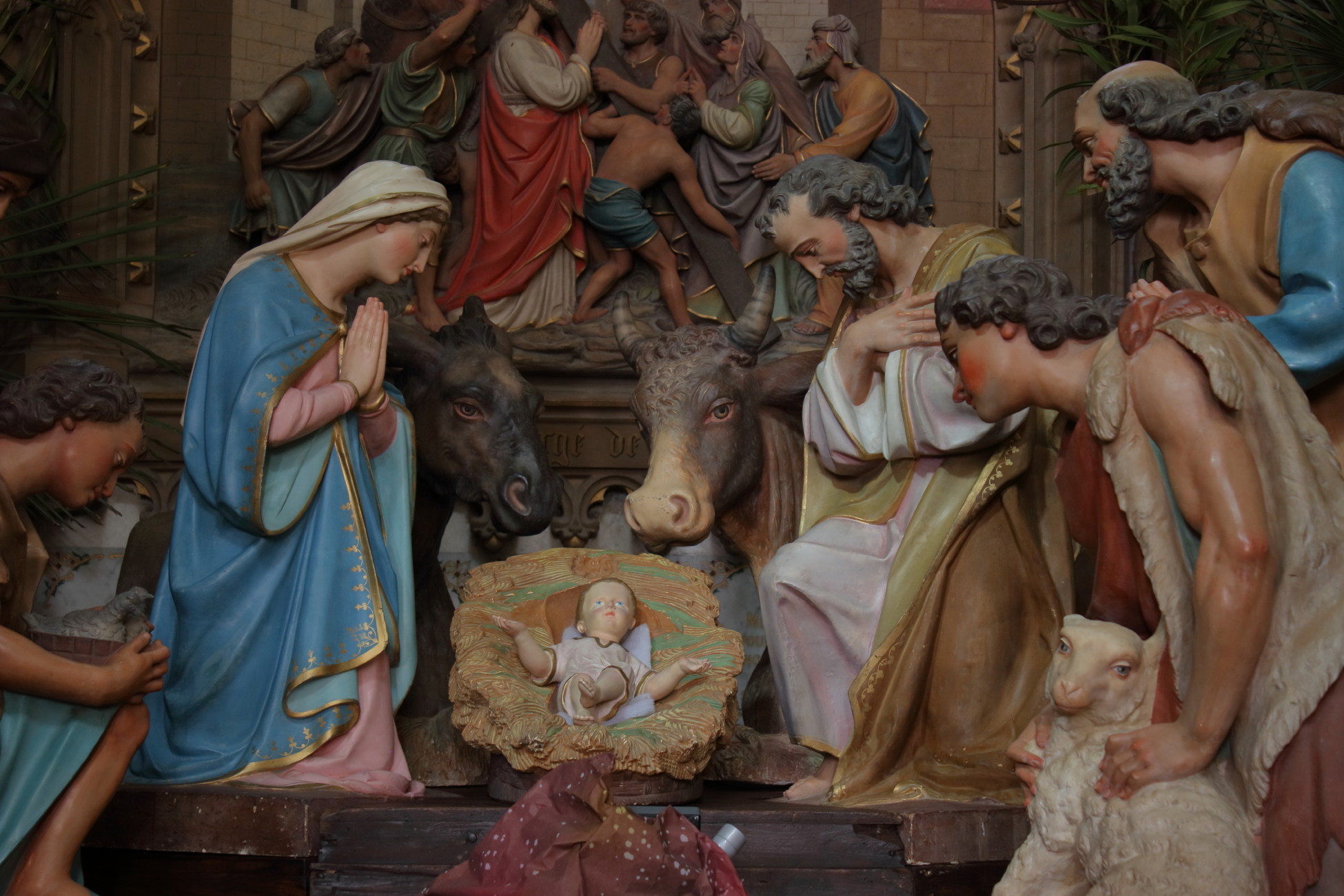
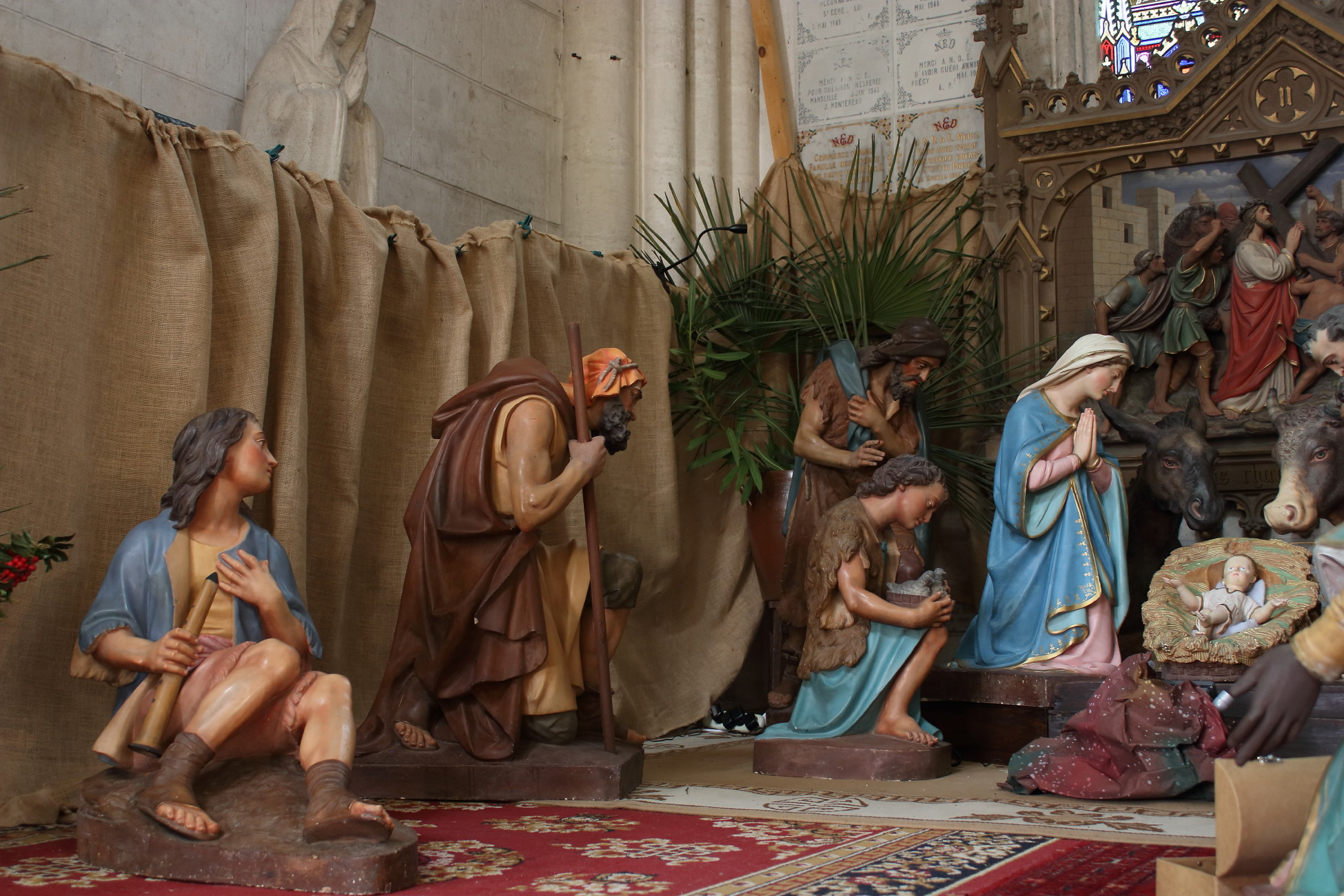
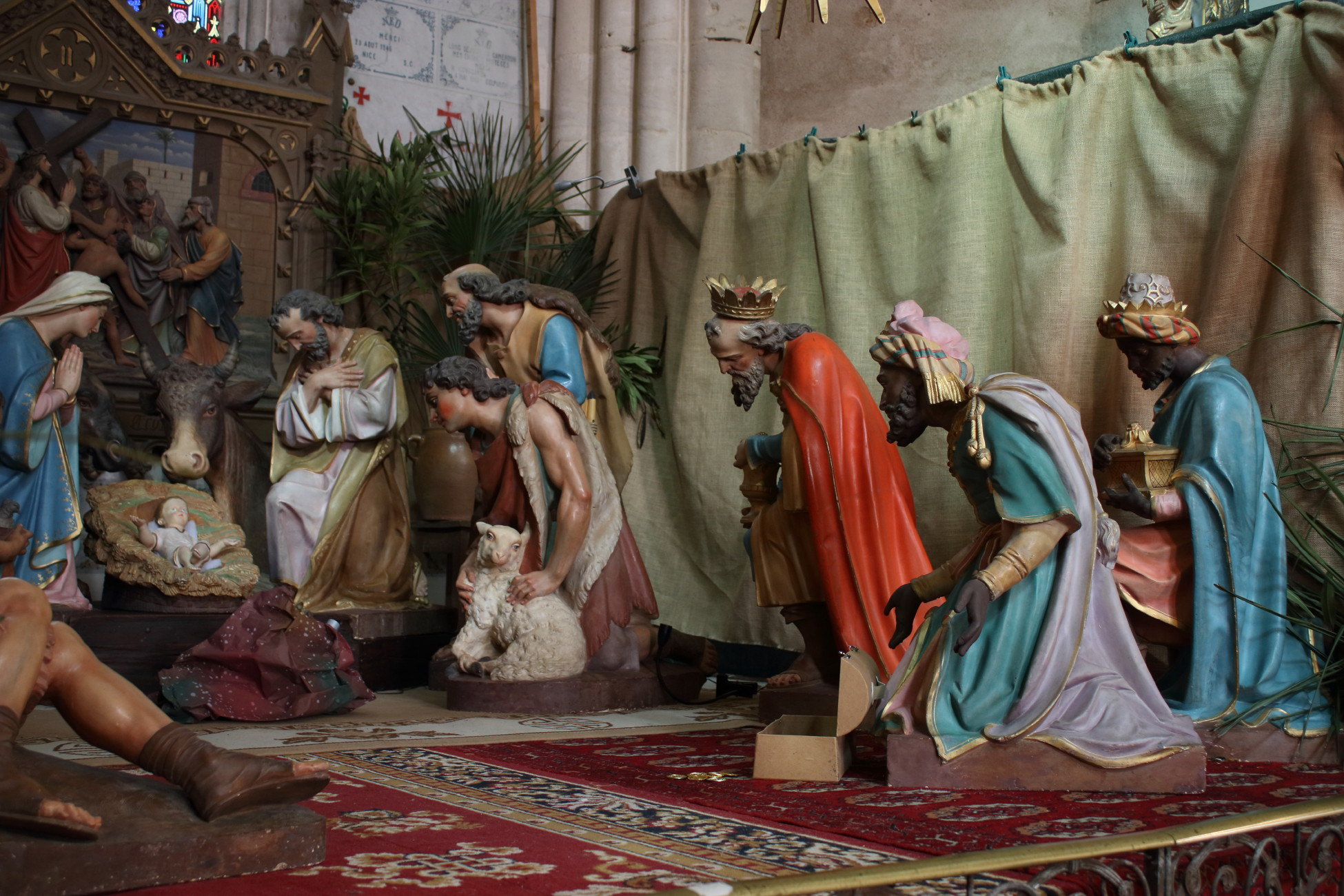
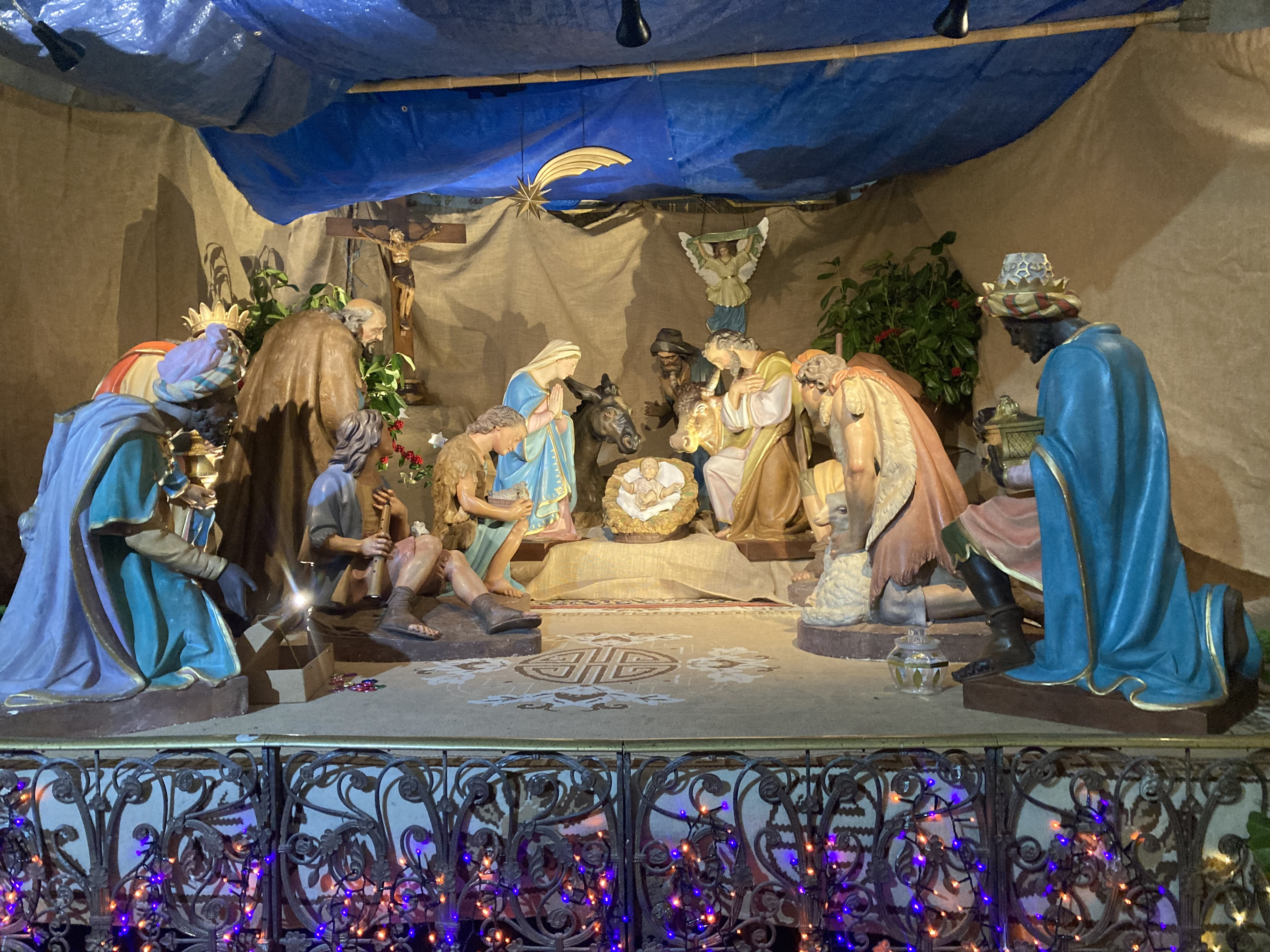
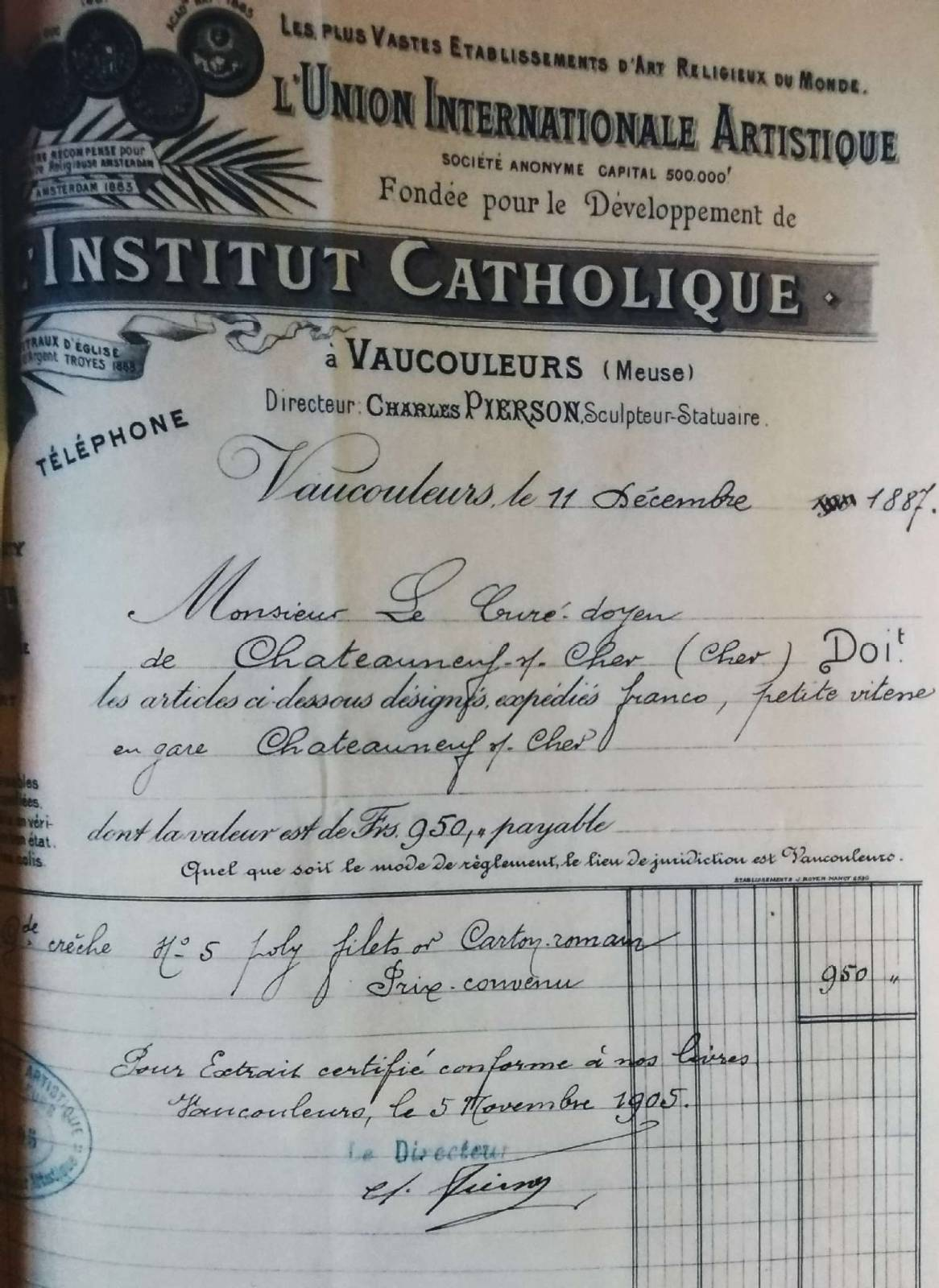

### Chemin de croix
L'entreprise fabrique un grand nombre de chemins de croix et elle édite vers 1900 un catalogue entièrement consacré à ces derniers.
Le chemin de croix ci-dessous de style à la fois néogothique et saint-sulpicien a été fabriqué pour la basilique Notre-Dame-des-Enfants.

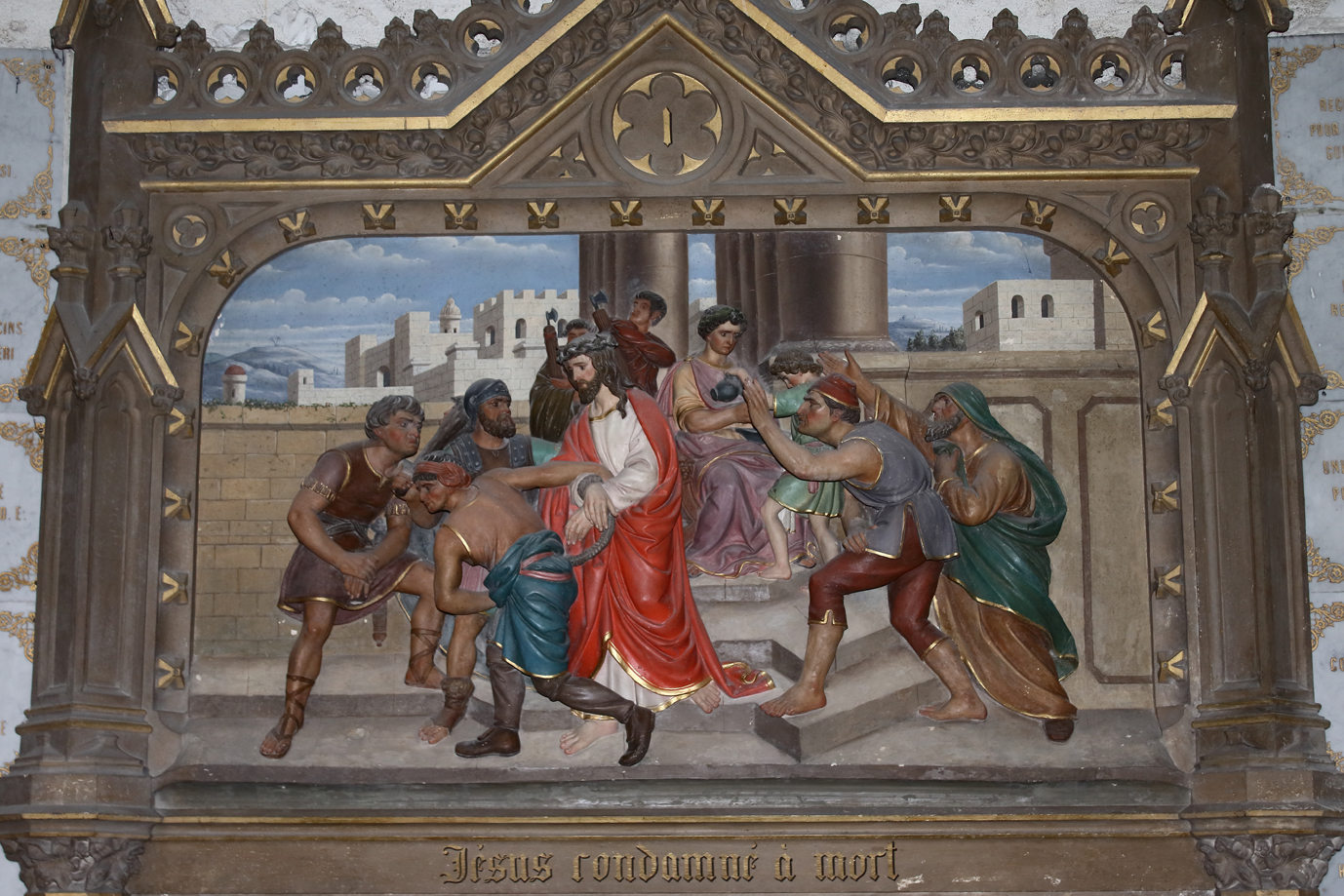
Jésus condamné à mort
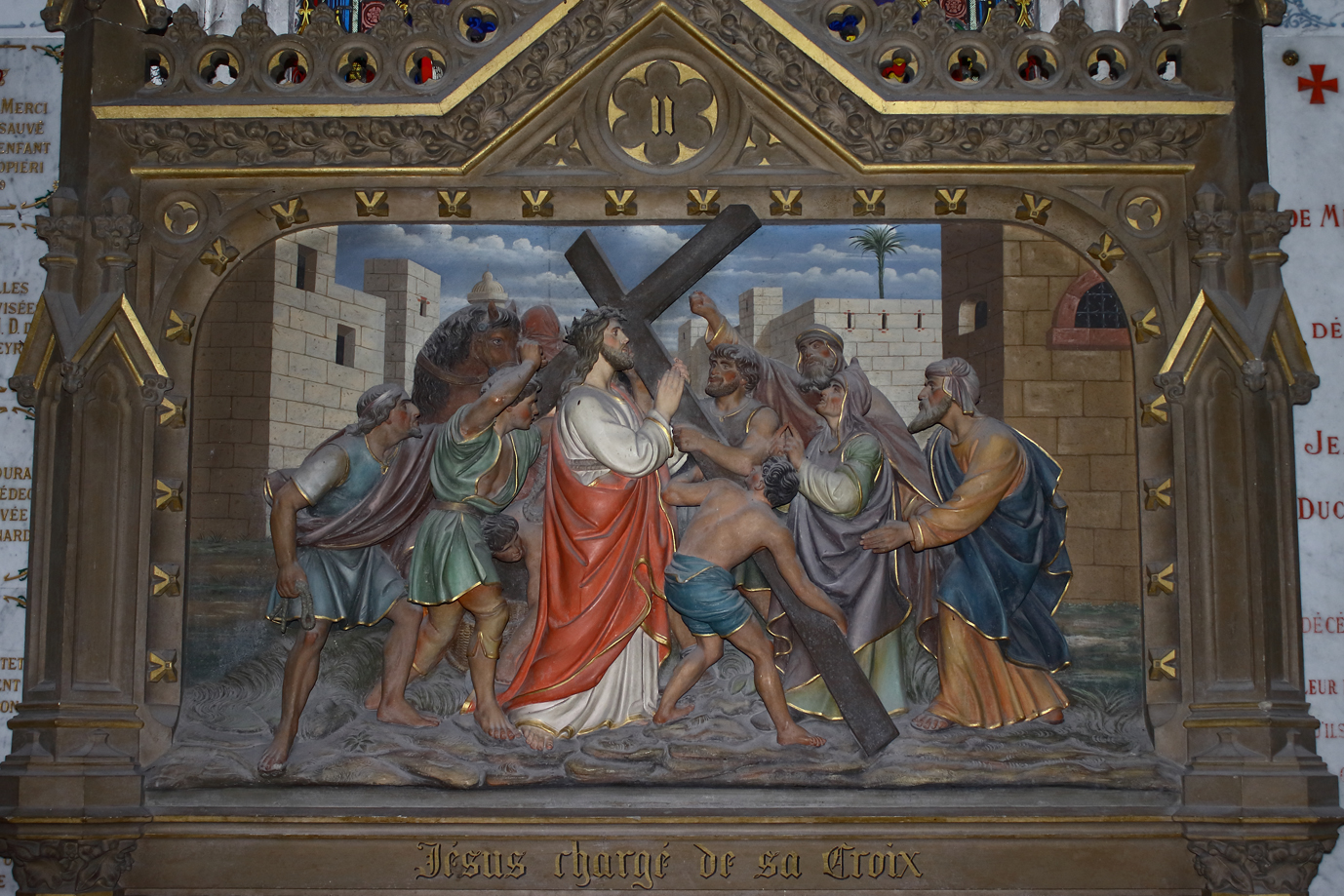
Jésus chargé de sa croix
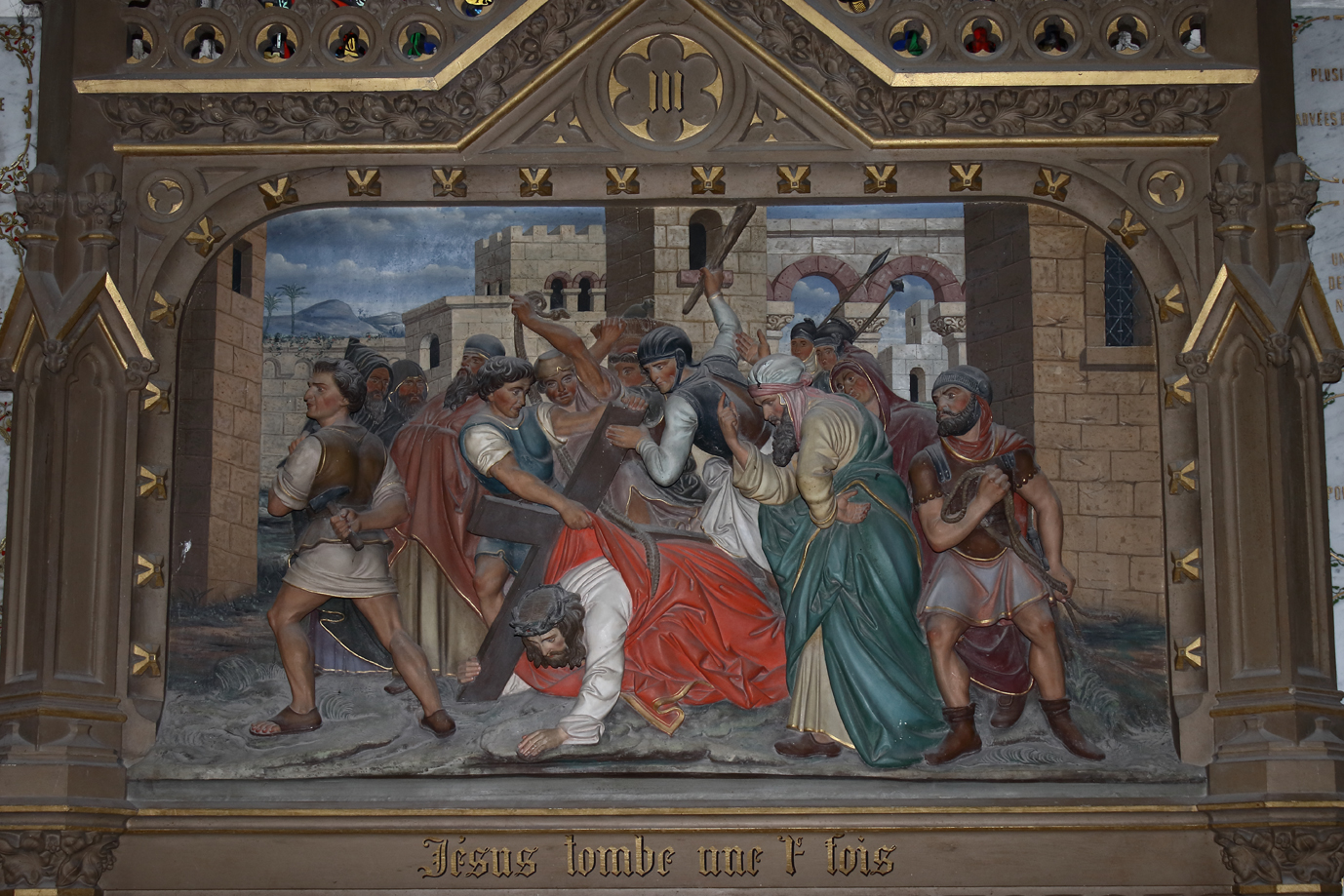
Jésus tombe une première fois
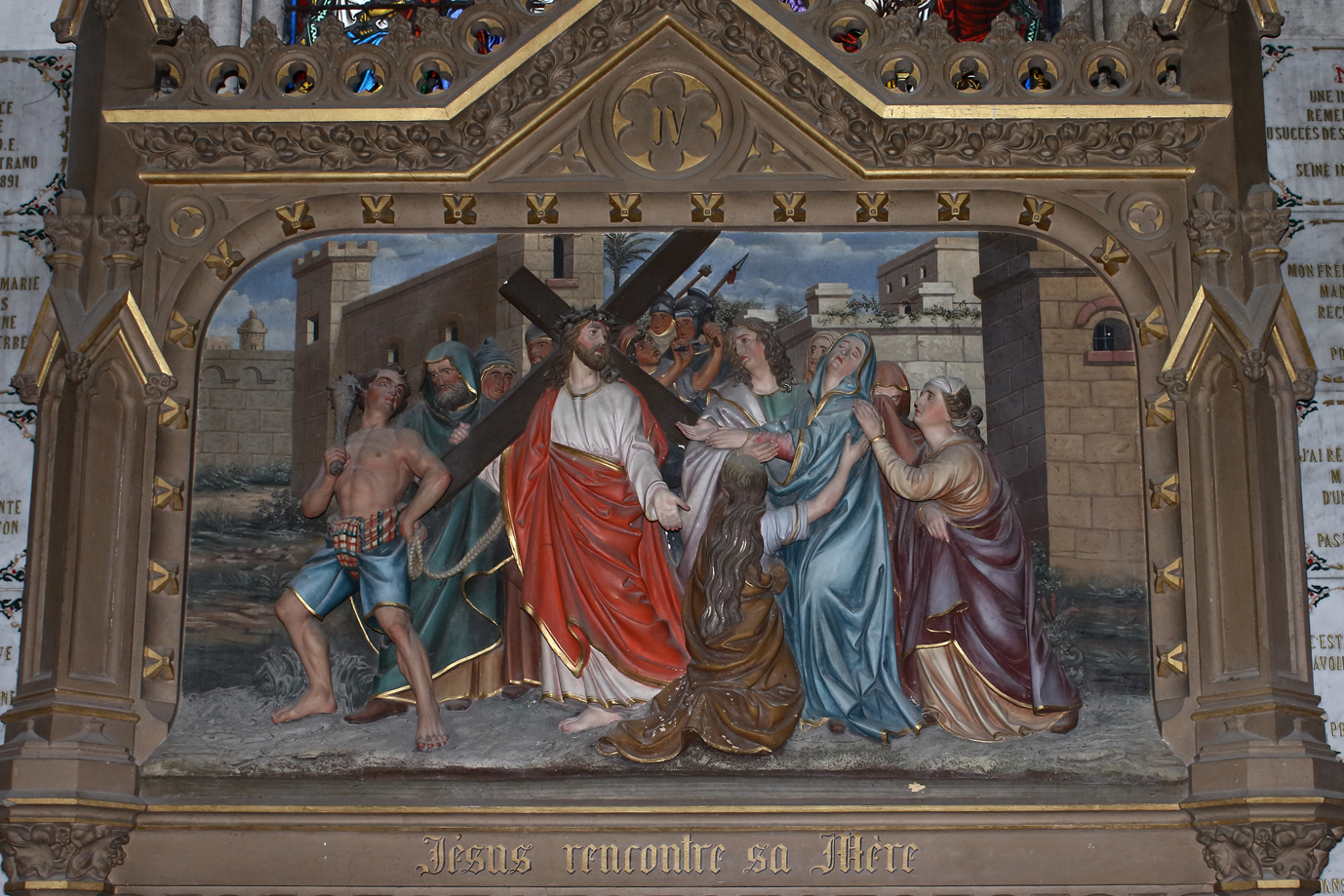
Jésus rencontre sa mère

### Catalogues/Albums commerciaux anciens
Plusieurs catalogues, brochures et albums commerciaux anciens sont désormais accessibles en ligne. Ils permettent de connaître la production de cette manufacture : 
- Bulletin mensuel (catalogue) de l'Union internationale artistique - Institut catholique de Vaucouleurs, juin 1893 (lire en ligne)
- Album de statues religieuses, après 1895, 44 p. (lire en ligne)
- Album de Chemins de Croix, vers 1900, 36 p. (lire en ligne)
- Bulletin (catalogue), octobre 1904, 16 p. (lire en ligne)